# Miniera di Realmonte
La miniera di Realmonte è una miniera di salgemma sita a Realmonte, in provincia di Agrigento, in contrada Scavuzzo. Insieme alla miniera di Racalmuto e a quella di Petralia Soprana (provincia di Palermo) è una delle tre miniere siciliane di salgemma ancora attive.

## Descrizione
A Racalmuto e Petralia il prodotto viene anche confezionato. La miniera, così come le altre due,  è in concessione alla società Italkali, e si estende nel sottosuolo dei territori di Siculiana e Raffadali.
La miniera in attività è nota, oltre che per la produzione di salgemma e kainite, tra le migliori al mondo per qualità minerale, anche per la presenza nel sottosuolo di una cattedrale di sale scolpita nel salgemma delle pareti della miniera. Il 4 dicembre di ogni anno per la festa di Santa Barbara viene svolta una pubblica messa alla presenza delle autorità.
Nel 2015 il cantautore Carlo Muratori ha girato un video per il lancio del suo nuovo album Sale.